# Orthantha lutea
Orthantha lutea là loài thực vật có hoa thuộc họ Cỏ chổi. Loài này được A. Kern. ex Wettstein mô tả khoa học đầu tiên.

## Hình ảnh

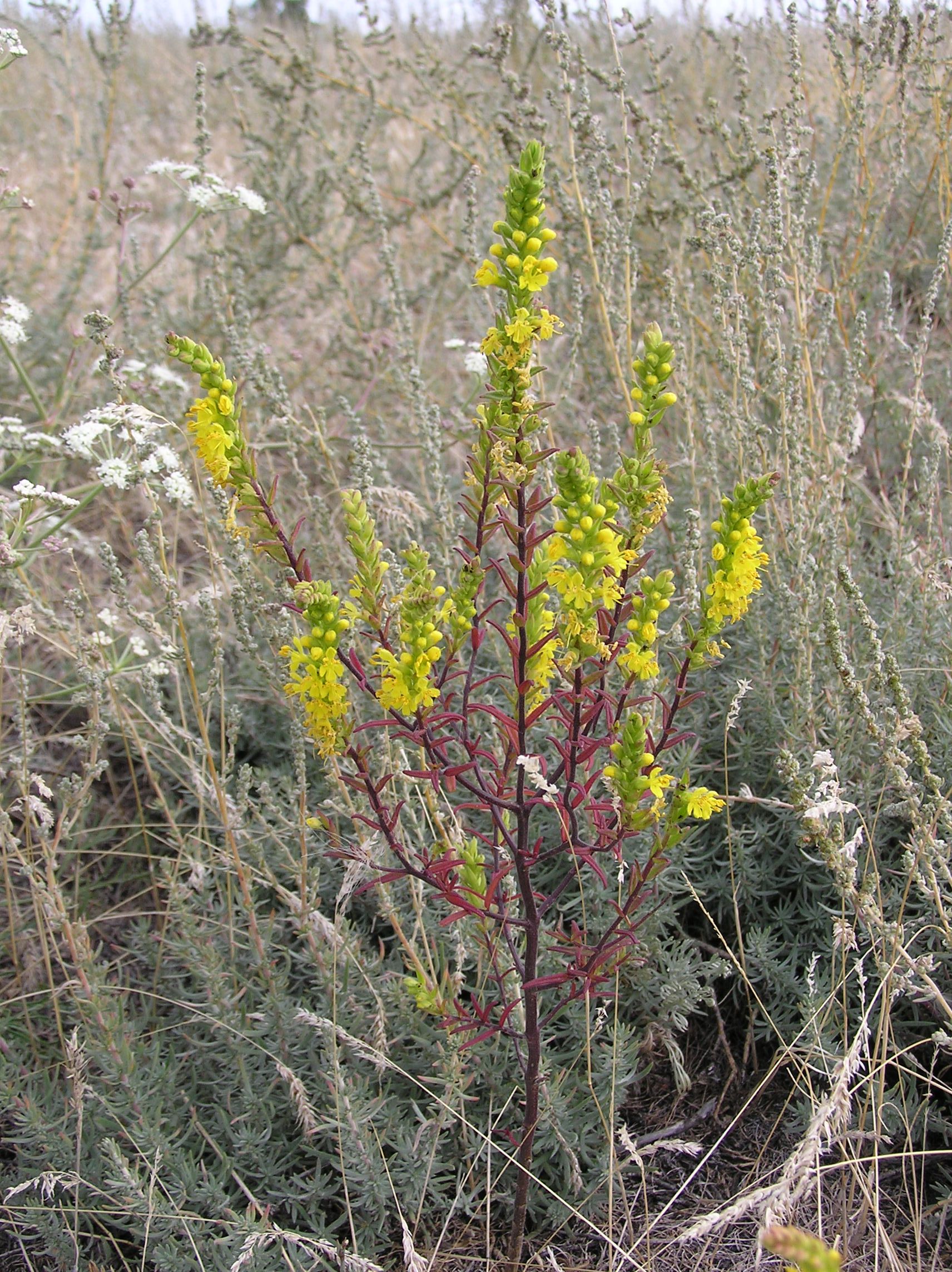